# Gracilentulus sardinianus
Gracilentulus sardinianus – gatunek pierwogonka z rzędu Acerentomata i rodziny Acerentomidae.
Gatunek ten opisany został w 1979 roku przez Josefa Noska.
Głowa z małymi pseudooczkami i sercowatymi gruczołami szczękowymi. Na stopach przedniej pary odnóży sensillum b nie sięga szczecinki γ3. Tergity odwłokowe od drugiego do szóstego mają po siedem szczecinek w przednich rzędach i po 16 w tylnych. Sternity odwłoka od pierwszego do siódmego mają w przednich rzędach po trzy szczecinki, a sternit siódmy pojedynczy rządek czterech szczecinek. Odnóża odwłokowe drugiej i trzeciej pary mają po dwie szczecinki: długą środkową i bardzo krótką przedwierzchołkową.
Gatunek europejski, endemiczny dla włoskiej Sardynii. Znany wyłącznie z lokalizacji typowej między Luogosanto a Tempio Pausania.